# AUKUS
AUKUS, cũng viết là Aukus (viết tắt của Úc (Australia), Vương quốc Anh (United Kingdom), Hoa Kỳ (United States), là một thoả thuận quốc phòng ba bên giữa Úc, Vương quốc Anh, và Mỹ. Hoa Kỳ và Vương quốc Anh sẽ giúp Úc phát triển và triển khai tàu ngầm hạt nhân, làm tăng thêm sự hiện diện quân sự của phương Tây ở khu vực Thái Bình Dương. 
Mặc dù tuyên bố chung của Thủ tướng Australia Scott Morrison, Thủ tướng Anh Boris Johnson và Tổng thống Mỹ Joe Biden không đề cập đến bất kỳ quốc gia nào khác, nhưng các nguồn tin giấu tên của Nhà Trắng cho biết nó được thành lập để chống lại ảnh hưởng của Trung Quốc ở khu vực Ấn Độ - Thái Bình Dương, một điểm mà các nhà phân tích đã đồng ý.  Một số nhà phân tích và truyền thông cũng đã mô tả liên minh này như một cách để bảo vệ Đài Loan khỏi "chủ nghĩa bành trướng" của Trung Quốc.  
Hiệp định này được coi là sự kế thừa của hiệp định ANZUS hiện có giữa Úc, New Zealand và Hoa Kỳ; với New Zealand "đứng ngoài cuộc" do lệnh cấm năng lượng hạt nhân, nhưng không có tuyên bố chính thức nào được đưa ra về việc này. Thỏa thuận bao gồm các lĩnh vực chính như trí tuệ nhân tạo, chiến tranh mạng, khả năng dưới nước và khả năng tấn công tầm xa. Nó cũng bao gồm một thành phần hạt nhân, có thể giới hạn ở Hoa Kỳ và Vương quốc Anh, trên cơ sở hạ tầng phòng thủ hạt nhân.  Thỏa thuận sẽ tập trung vào khả năng quân sự, tách nó ra khỏi liên minh chia sẻ thông tin tình báo Five Eyes, còn bao gồm New Zealand và Canada.

## Phản ứng

### Cộng hòa nhân dân Trung Hoa
Phát ngôn viên Bộ Ngoại giao Trung Quốc Triệu Lập Kiên cho biết, "Hoa Kỳ, Anh và Australia đang hợp tác chế tạo các tàu ngầm chạy bằng năng lượng hạt nhân làm suy yếu nghiêm trọng hòa bình và ổn định của khu vực, làm trầm trọng thêm cuộc chạy đua vũ trang và làm tổn hại các nỗ lực không phổ biến vũ khí hạt nhân quốc tế", trong khi Đại sứ quán Trung Quốc tại Washington, D.C. cáo buộc ba nước có "tâm lý Chiến tranh Lạnh và thành kiến về ý thức hệ".
Thời báo Hoàn Cầu, một phụ san của Nhân dân Nhật báo, vốn nổi tiếng là hung hăng hơn những tuyên bố chính thức của chính phủ, đã lên án Australia và nói rằng họ đã "tự biến mình thành kẻ thù của Trung Quốc" và cảnh báo rằng Australia có thể bị Trung Quốc nhắm mục tiêu như một lời cảnh báo cho các nước khác nếu nước này hành động "phách lối" trong liên minh với Hoa Kỳ, hoặc "quyết đoán về mặt quân sự"". Tờ báo này cũng nói với Australia rằng hãy tránh "khiêu khích" nếu không Trung Quốc "chắc chắn sẽ trừng phạt không khoan nhượng", và kết luận "Như vậy, quân Úc cũng rất có thể là đợt lính phương tây đầu tiên lãng phí mạng sống ở Biển Đông".
Trung Quốc cũng thúc giục liên minh mới thực hiện nghĩa vụ không phổ biến vũ khí hạt nhân và cho biết châu Á - Thái Bình Dương cần việc làm chứ không phải tàu ngầm.

### Liên minh châu Âu
EU gọi cách mà Pháp bị đối xử là "không thể chấp nhận được" và yêu cầu giải thích. Chủ tịch Ủy ban châu Âu, Ursula von der Leyen, người nói với CNN rằng "một trong những quốc gia thành viên của chúng tôi đã bị đối xử theo cách không thể chấp nhận được. ... Chúng tôi muốn biết điều gì đã xảy ra và tại sao." EU cũng yêu cầu Úc xin lỗi. Chủ tịch Hội đồng Châu Âu Charles Michel tố cáo Hoa Kỳ "thiếu minh bạch và trung thành". EU cho biết cuộc khủng hoảng ảnh hưởng đến toàn bộ liên minh. Các hoạt động chuẩn bị cho  hội đồng thương mại và công nghệ Hoa Kỳ - EU đã bị hoãn lại.